# Alix de Thouars
Pour les articles homonymes, voir Alix de Bretagne.
Alix de Thouars, née en 1200 et morte le 21 octobre 1221, est duchesse de Bretagne et comtesse de Richemont de 1203 à 1221.

## Biographie

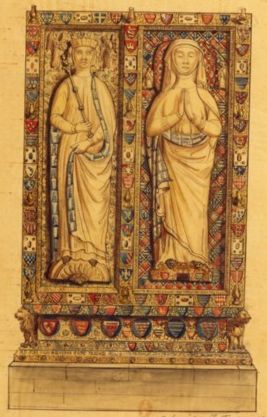
Tombeau d'Alix de Thouars et de sa fille Yolande de Bretagne, dans l'abbaye de Villeneuve-lès-Nantes (d'après l'original de Boudan).

Alix est l'aînée des trois filles de Guy de Thouars et de son épouse Constance, duchesse de Bretagne. Il s'agit du troisième mariage de la duchesse. 
De son premier mari Geoffroy Plantagenêt, Constance a deux enfants : Aliénor et Arthur. À la mort de leur mère, Arthur lui succède au trône de Bretagne. Ce dernier se fait assassiner par son oncle et concurrent Jean sans Terre, tout comme lui possible successeur de Richard Cœur de Lion sur les très nombreuses terres constituant alors l'Empire Plantagenêt. 
Il s'était déjà répandu en Bretagne que Jean était responsable de la mort du jeune Arthur. En principe, Aliénor aurait dû y succéder à son frère mais son oncle la retient prisonnière. Celui-ci demande aux barons bretons de la reconnaître tout en refusant de la libérer, pensant ainsi tenir la "duchesse" Aliénor et l'avenir du duché. Il ne reste plus à Jean qu'à offrir sa nièce à qui bon lui semblerait et imposer aux barons un duc baillistre acquis à sa cause. En conséquence ces derniers choisissent la petite Alix, demi-sœur d'Aliénor, pour être leur duchesse. Son père Guy de Thouars est reconnu baillistre au nom de sa fille jusqu'à son mariage. 
Elle est d'abord fiancée avec promesse de mariage à l'enfant Henri Ier d'Avaugour, fils du puissant comte Alain de Goëlo-Tréguier, descendant en ligne masculine des anciens comtes de Rennes et ducs de Bretagne. Cette alliance a été conclue par leurs pères Guy de Thouars et Alain Ier de Penthièvre à Paris en 1209 sous l'égide du roi de France Philippe Auguste. Les barons rendent hommage au jeune Henri comme leur duc du chef de sa femme dans la foulée. Le comte Alain, père d'Henri, partage avec Guy de Thouars la régence de la Bretagne pour leurs enfants mineurs. 
Pendant la dernière maladie du comte Alain qui meurt le 29 décembre 1212 le roi de France peu confiant dans la fidélité et l'autorité en Bretagne de Guy de Thouars baillistre du duché qui a soutenu Jean sans Terre lors de sa dernière invasion et compte tenu du jeune âge d'Henri - 7 ans - brise ses serments et de recourt à l'un de ses cousins, l'énergique Pierre de Dreux (Pierre Mauclerc). Un mois après la mort d'Alain, le 28 janvier 1213 Pierre de Dreux, fiancé avec Alix, rend l'hommage lige pour la Bretagne à Philippe Auguste. Gui de Thouars meurt peu après, sans doute le 13 avril 1213. Philippe-Auguste a désormais les coudées franches pour écarter l'orphelin Henri et introduire sa famille à la tête du duché de Bretagne : Le mariage d'Alix (13 ou 14 ans) et de Pierre Mauclerc est célébré en février-mars 1214, dans les jours qui suivent le débarquement de Jean sans Terre à La Rochelle.
Alix meurt âgée de 21 ans le 21 octobre 1221. Pierre de Dreux demeure baillistre du duché jusqu'en 1237 pour le compte de leur fils aîné le duc Jean le Roux. Alix est inhumée auprès de sa mère le 24 novembre 1225 à l'abbaye Notre-Dame de Villeneuve près de Nantes, sous un superbe tombeau limousin de cuivre doré et émaillé, commande de sa fille Yolande pour elle et sa mère, malheureusement détruit lors de la Révolution, mais dont les dessins de la collection Gaignières et les gravures de l'Histoire de Bretagne de Dom Lobineau conservent l'image.

« L'heureuse comtesse des Bretons, dont le corps est descendu dans cette tombe-ci, était l'égale de la colombe par sa simplicité. Humble dans ses richesses, elle vécut de telle façon que le monde était vil pour elle, alors qu'autrefois il lui plaisait. Sa vie enfin terminée par un heureux trépas, la noble Alix nourrit les frères de ce couvent. »

— épitaphe de la duchesse Alix de Bretagne

## Postérité

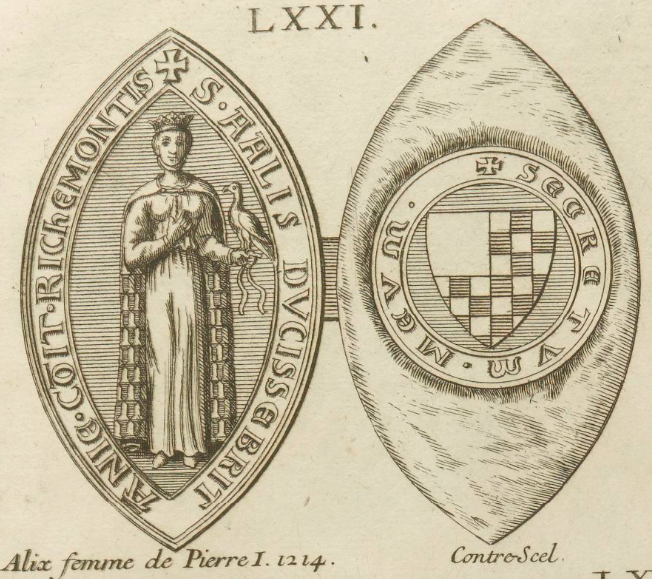
Sceau et contre-sceau de la duchesse Alix reproduits par Dom Morice.

Alix et Pierre eurent trois enfants : 
- Jean Ier le Roux (vers 1217-1286), duc de Bretagne, marié à Blanche de Navarre, fille de Thibaut Ier de Navarre, roi de Navarre et comte de Champagne ;
- Yolande de Bretagne (1218-10 octobre 1272), mariée (janvier 1236) à Hugues XI le Brun, seigneur de Lusignan, comte de la Marche et d'Angoulême ;
- Arthur de Bretagne (1220-1224), fiancé à Jeanne, fille d'Amaury Ier de Craon et de Jeanne des Roches.

## Représentation en littérature
Alix de Thouars est l’héroïne du roman Le Poids d’une couronne (légende bretonne) (1867-1868) de Gabrielle d’Étampes et est mentionnée dans le roman Dans l’Ombre du Passé (2020) de Léa Chaillou, où elle donne son nom à l’héroïne.